# WTA-toernooi van New Haven
Het WTA-toernooi van New Haven was een jaarlijks terugkerend tennistoernooi voor vrouwen dat werd georganiseerd op de hardcourtbanen van het Cullman-Heyman Tennis Center, gelegen op het terrein van de Yale-universiteit in de Amerikaanse plaats New Haven, als onderdeel van het tennistoernooi van New Haven. De officiële naam van het toernooi was Connecticut Open tot en met 2018. In 2019 was de officiële naam Oracle Challenger Series.
De WTA organiseerde het toernooi dat tot en met 2018 in de categorie "Premier" viel. De eerste editie werd in 1998 gehouden – het toernooi was toen de opvolger van het WTA-toernooi US Hardcourt dat op diverse plaatsen in de Verenigde Staten werd gehouden. Terwijl het merendeel van de WTA-toernooien begint op een maandag en eindigt op een zondag, werd in de periode 1999–2018 op het toernooi van New Haven een speelweek van zondag tot en met zaterdag aangehouden.
In 1998 en in de jaren 2005 tot en met 2010 speelden de mannen tegelijkertijd en op dezelfde locatie het ATP-toernooi van New Haven.
In 2019 kreeg het toernooi de categorie Challenger, en verhuisde het op de kalender van de week voor het US Open naar een plek twee weken later: tijdens de tweede week van dat grandslamtoernooi. Door het invallen van corona in 2020 is het toernooi sindsdien niet meer gehouden.
Met haar overwinning in 2011 werd Caroline Wozniacki viermaal kampioen op dit toernooi. Ze deelt dit record met Venus Williams (1999–2002).

## Officiële toernooinamen
- 1998: Pilot Pen International
- 1999: Pilot Pen
- 2000–2009: Pilot Pen Tennis
- 2010: Pilot Pen Tennis at Yale
- 2011–2013: New Haven Open at Yale
- 2014–2018: Connecticut Open
- 2019: Oracle Challenger Series

## Meervoudig winnaressen enkelspel
| speelster          | aantal titels | in de jaren      |
| ------------------ | ------------- | ---------------- |
| Venus Williams     | 4             | 1999–2002        |
| Caroline Wozniacki | 4             | 2008–2011        |
| Petra Kvitová      | 3             | 2012, 2014, 2015 |

## Finales

### Enkelspel
| Datum      | Naam                     | Cat.       | ($)     | Ondergrond        | Winnares               | Verliezend finaliste  | Uitslag        |         |
| ---------- | ------------------------ | ---------- | ------- | ----------------- | ---------------------- | --------------------- | -------------- | ------- |
| 1998-08-24 | Pilot Pen International  | Tier II    | 450.000 | hardcourt, buiten | Steffi Graf            | Jana Novotná          | 6-4, 6-1       | details |
| 1999-08-22 | Pilot Pen                | Tier II    | 520.000 | hardcourt, buiten | Venus Williams         | Lindsay Davenport     | 6-2, 7-5       | details |
| 2000-08-20 | Pilot Pen Tennis         | Tier II    | 535.000 | hardcourt, buiten | Venus Williams         | Monica Seles          | 6-2, 6-4       | details |
| 2001-08-19 | Pilot Pen Tennis         | Tier II    | 565.000 | hardcourt, buiten | Venus Williams         | Lindsay Davenport     | 7-6, 6-4       | details |
| 2002-08-18 | Pilot Pen Tennis         | Tier II    | 585.000 | hardcourt, buiten | Venus Williams         | Lindsay Davenport     | 7-5, 6-0       | details |
| 2003-08-17 | Pilot Pen Tennis         | Tier II    | 625.000 | hardcourt, buiten | Jennifer Capriati      | Lindsay Davenport     | 6-2, 4-0, opg. | details |
| 2004-08-22 | Pilot Pen Tennis         | Tier II    | 585.000 | hardcourt, buiten | Jelena Bovina          | Nathalie Dechy        | 6-2, 2-6, 7-5  | details |
| 2005-08-21 | Pilot Pen Tennis         | Tier II    | 600.000 | hardcourt, buiten | Lindsay Davenport      | Amélie Mauresmo       | 6-4, 6-4       | details |
| 2006-08-20 | Pilot Pen Tennis         | Tier II    | 600.000 | hardcourt, buiten | Justine Henin-Hardenne | Lindsay Davenport     | 6-0, 1-0, opg. | details |
| 2007-08-19 | Pilot Pen Tennis         | Tier II    | 600.000 | hardcourt, buiten | Svetlana Koeznetsova   | Ágnes Szávay          | 4-6, 3-0, opg. | details |
| 2008-08-17 | Pilot Pen Tennis         | Tier II    | 600.000 | hardcourt, buiten | Caroline Wozniacki     | Anna Tsjakvetadze     | 3-6, 6-4, 6-1  | details |
| 2009-08-23 | Pilot Pen Tennis         | Premier    | 600.000 | hardcourt, buiten | Caroline Wozniacki     | Jelena Vesnina        | 6-2, 6-4       | details |
| 2010-08-22 | Pilot Pen Tennis         | Premier    | 600.000 | hardcourt, buiten | Caroline Wozniacki     | Nadja Petrova         | 6-3, 3-6, 6-3  | details |
| 2011-08-21 | New Haven Open at Yale   | Premier    | 618.000 | hardcourt, buiten | Caroline Wozniacki     | Petra Cetkovská       | 6-4, 6-1       | details |
| 2012-08-19 | New Haven Open at Yale   | Premier    | 637.000 | hardcourt, buiten | Petra Kvitová          | Maria Kirilenko       | 7-6, 7-5       | details |
| 2013-08-18 | New Haven Open at Yale   | Premier    | 690.000 | hardcourt, buiten | Simona Halep           | Petra Kvitová         | 6-2, 6-2       | details |
| 2014-08-17 | Connecticut Open         | Premier    | 710.000 | hardcourt, buiten | Petra Kvitová          | Magdaléna Rybáriková  | 6-4, 6-2       | details |
| 2015-08-23 | Connecticut Open         | Premier    | 754.163 | hardcourt, buiten | Petra Kvitová          | Lucie Šafářová        | 6-7, 6-2, 6-2  | details |
| 2016-08-21 | Connecticut Open         | Premier    | 761.000 | hardcourt, buiten | Agnieszka Radwańska    | Elina Svitolina       | 6-1, 7-6       | details |
| 2017-08-20 | Connecticut Open         | Premier    | 776.000 | hardcourt, buiten | Darja Gavrilova        | Dominika Cibulková    | 4-6, 6-3, 6-4  | details |
| 2018-08-19 | Connecticut Open         | Premier    | 799.000 | hardcourt, buiten | Aryna Sabalenka        | Carla Suárez Navarro  | 6-1, 6-4       | details |
| 2019-09-02 | Oracle Challenger Series | Challenger | 162.480 | hardcourt, buiten | Anna Blinkova          | Usue Maitane Arconada | 6-4, 6-2       | details |

### Dubbelspel
| Datum      | Naam                     | Cat.       | ($)     | Ondergrond        | Winnaressen                                | Verliezend finalistes                      | Uitslag          |         |
| ---------- | ------------------------ | ---------- | ------- | ----------------- | ------------------------------------------ | ------------------------------------------ | ---------------- | ------- |
| 1998-08-24 | Pilot Pen International  | Tier II    | 450.000 | hardcourt, buiten | Alexandra Fusai Nathalie Tauziat           | Mariaan de Swardt Jana Novotná             | 6-1, 6-0         | details |
| 1999-08-22 | Pilot Pen                | Tier II    | 520.000 | hardcourt, buiten | Lisa Raymond Rennae Stubbs                 | Jelena Lichovtseva Jana Novotná            | 7-6, 6-2         | details |
| 2000-08-20 | Pilot Pen Tennis         | Tier II    | 535.000 | hardcourt, buiten | Julie Halard Ai Sugiyama                   | Virginia Ruano Pascual Paola Suárez        | 6-4, 5-7, 6-2    | details |
| 2001-08-19 | Pilot Pen Tennis         | Tier II    | 565.000 | hardcourt, buiten | Cara Black Jelena Lichovtseva              | Jelena Dokić Nadja Petrova                 | 6-0, 3-6, 6-2    | details |
| 2002-08-18 | Pilot Pen Tennis         | Tier II    | 585.000 | hardcourt, buiten | Daniela Hantuchová Arantxa Sánchez         | Tathiana Garbin Janette Husárová           | 6-3, 1-6, 7-5    | details |
| 2003-08-17 | Pilot Pen Tennis         | Tier II    | 625.000 | hardcourt, buiten | Virginia Ruano Pascual Paola Suárez        | Alicia Molik Magüi Serna                   | 7-6, 6-3         | details |
| 2004-08-22 | Pilot Pen Tennis         | Tier II    | 585.000 | hardcourt, buiten | Nadja Petrova Meghann Shaughnessy          | Martina Navrátilová Lisa Raymond           | 6-1, 1-6, 7-6    | details |
| 2005-08-21 | Pilot Pen Tennis         | Tier II    | 600.000 | hardcourt, buiten | Lisa Raymond Samantha Stosur               | Gisela Dulko Maria Kirilenko               | 6-2, 6-7, 6-1    | details |
| 2006-08-20 | Pilot Pen Tennis         | Tier II    | 600.000 | hardcourt, buiten | Yan Zi Zheng Jie                           | Lisa Raymond Samantha Stosur               | 6-4, 6-2         | details |
| 2007-08-19 | Pilot Pen Tennis         | Tier II    | 600.000 | hardcourt, buiten | Sania Mirza Mara Santangelo                | Cara Black Liezel Huber                    | 6-1, 6-2         | details |
| 2008-08-17 | Pilot Pen Tennis         | Tier II    | 600.000 | hardcourt, buiten | Květa Peschke Lisa Raymond                 | Sorana Cîrstea Monica Niculescu            | 4-6, 7-5, [10-7] | details |
| 2009-08-23 | Pilot Pen Tennis         | Premier    | 600.000 | hardcourt, buiten | Nuria Llagostera Vives MJ Martínez Sánchez | Iveta Benešová Lucie Hradecká              | 6-2, 7-5         | details |
| 2010-08-22 | Pilot Pen Tennis         | Premier    | 600.000 | hardcourt, buiten | Květa Peschke Katarina Srebotnik           | Bethanie Mattek-Sands Meghann Shaughnessy  | 7-5, 6-0         | details |
| 2011-08-21 | New Haven Open at Yale   | Premier    | 618.000 | hardcourt, buiten | Chuang Chia-jung Volha Havartsova          | Sara Errani Roberta Vinci                  | 7-5, 6-2         | details |
| 2012-08-19 | New Haven Open at Yale   | Premier    | 637.000 | hardcourt, buiten | Liezel Huber Lisa Raymond                  | Andrea Hlaváčková Lucie Hradecká           | 4-6, 6-0, [10-4] | details |
| 2013-08-18 | New Haven Open at Yale   | Premier    | 690.000 | hardcourt, buiten | Sania Mirza Zheng Jie                      | Anabel Medina Garrigues Katarina Srebotnik | 6-3, 6-4         | details |
| 2014-08-17 | Connecticut Open         | Premier    | 710.000 | hardcourt, buiten | Andreja Klepač Sílvia Soler Espinosa       | Marina Erakovic Arantxa Parra Santonja     | 7-5, 4-6, [10-7] | details |
| 2015-08-23 | Connecticut Open         | Premier    | 754.163 | hardcourt, buiten | Julia Görges Lucie Hradecká                | Chuang Chia-jung Liang Chen                | 6-3, 6-1         | details |
| 2016-08-21 | Connecticut Open         | Premier    | 761.000 | hardcourt, buiten | Sania Mirza Monica Niculescu               | Kateryna Bondarenko Chuang Chia-jung       | 7-5, 6-4         | details |
| 2017-08-20 | Connecticut Open         | Premier    | 776.000 | hardcourt, buiten | Gabriela Dabrowski Xu Yifan                | Ashleigh Barty Casey Dellacqua             | 3-6, 6-3, [10-8] | details |
| 2018-08-19 | Connecticut Open         | Premier    | 799.000 | hardcourt, buiten | Andrea Sestini-Hlaváčková Barbora Strýcová | Hsieh Su-wei Laura Siegemund               | 6-4, 6-7, [10-4] | details |
| 2019-09-02 | Oracle Challenger Series | Challenger | 162.480 | hardcourt, buiten | Anna Blinkova Oksana Kalasjnikova          | Usue Maitane Arconada Jamie Loeb           | 6-2, 4-6, [10-4] | details |